# N-NE-03

A N-NE-03 é uma via do município de Nova Iguaçu, chamada de Avenida Henrique Duque Estrada Mayer, no trecho conhecido como Estrada do Ambaí. Possui 3,9 km de extensão, corta quatro bairros, ligando Miguel Couto a Três Corações.
Há uma passagem de nível com a Linha Auxiliar (operada pela MRS), no Ambaí, onde já houve alguns acidentes, em função do traçado da ferrovia, que sai de uma curva e dificulta a visualização por parte dos motoristas. .